# Маріон Родевальд
Маріон Родевальд (нім. Marion Rodewald, 24 грудня 1976) — німецька хокеїстка на траві.
Олімпійська чемпіонка 2004 року, учасниця 2000, 2008 років.
Чемпіонка Європи 2007 року, срібна призерка 1999 року.
Переможниця Виклику чемпіонів 2003 року.
Срібна призерка Трофею чемпіонів 1997, 2000, 2004, 2008 років, бронзова призерка 1999 року.
Бронзова призерка Чемпіонату світу 1998 року.